# Estudio Sun

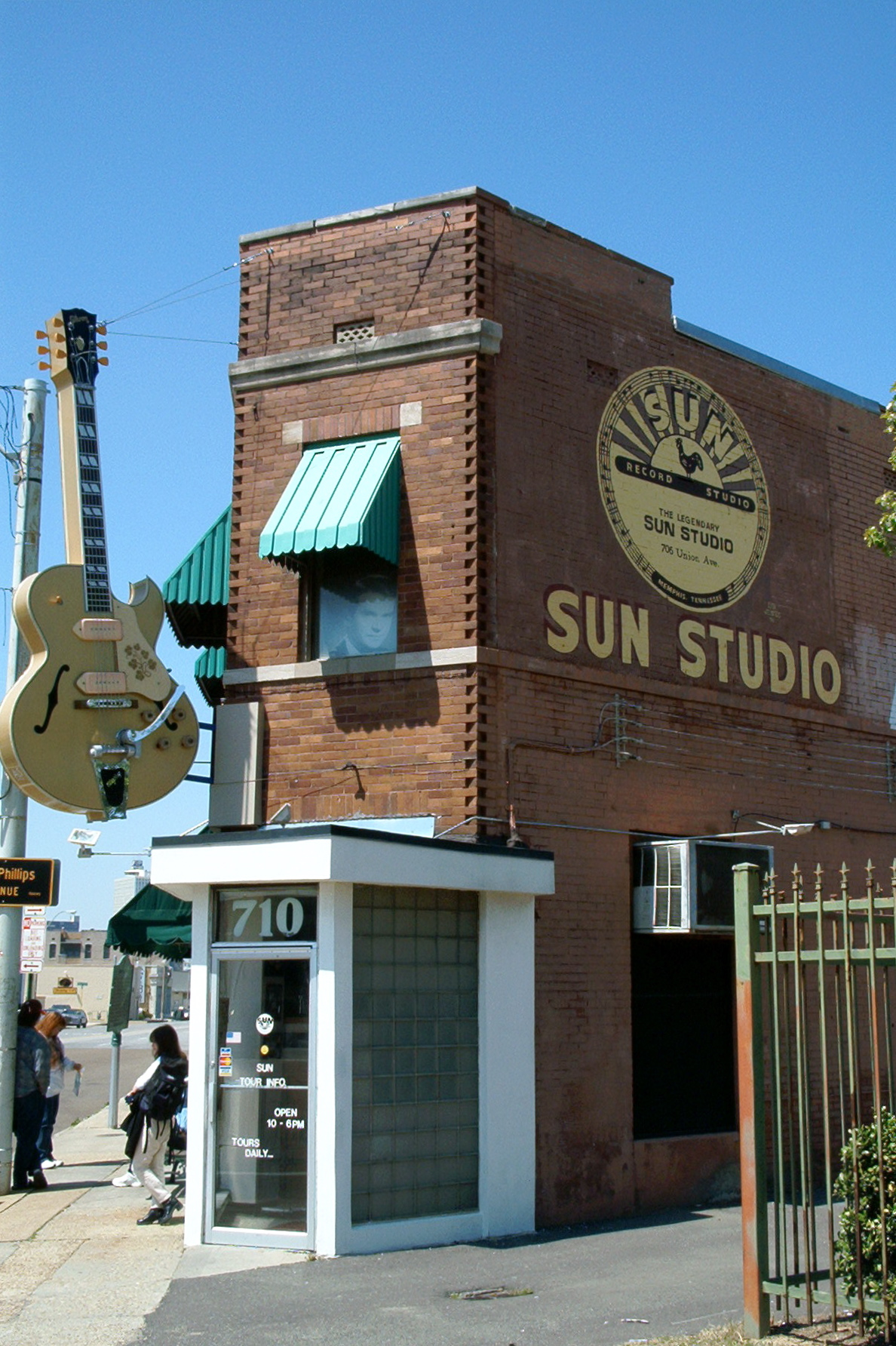
El Estudio Sun.

El Estudio Sun fue el Estudio de grabación de la discográfica Sun Records. Fue abierto por Sam Phillips en el número 706 de la Union Avenue en Memphis, Tennessee (Estados Unidos el 3 de enero de 1950. Originalmente, se llamaba Memphis Recording Service y compartía edificio con las oficinas principales de Sun Records. Para muchos historiadores la primera grabación de rock and roll fue el sencillo «Rocket 88» de Jackie Brenston and his Delta Cats, que fue grabada en el Estudio Sun. Artistas de blues y R&B como Muddy Waters, Junior Parker, Little Milton, B.B. King, James Cotton, Rufus Thomas o Rosco Gordon grabaron en el Estudio Sun en los primeros años de los 50.

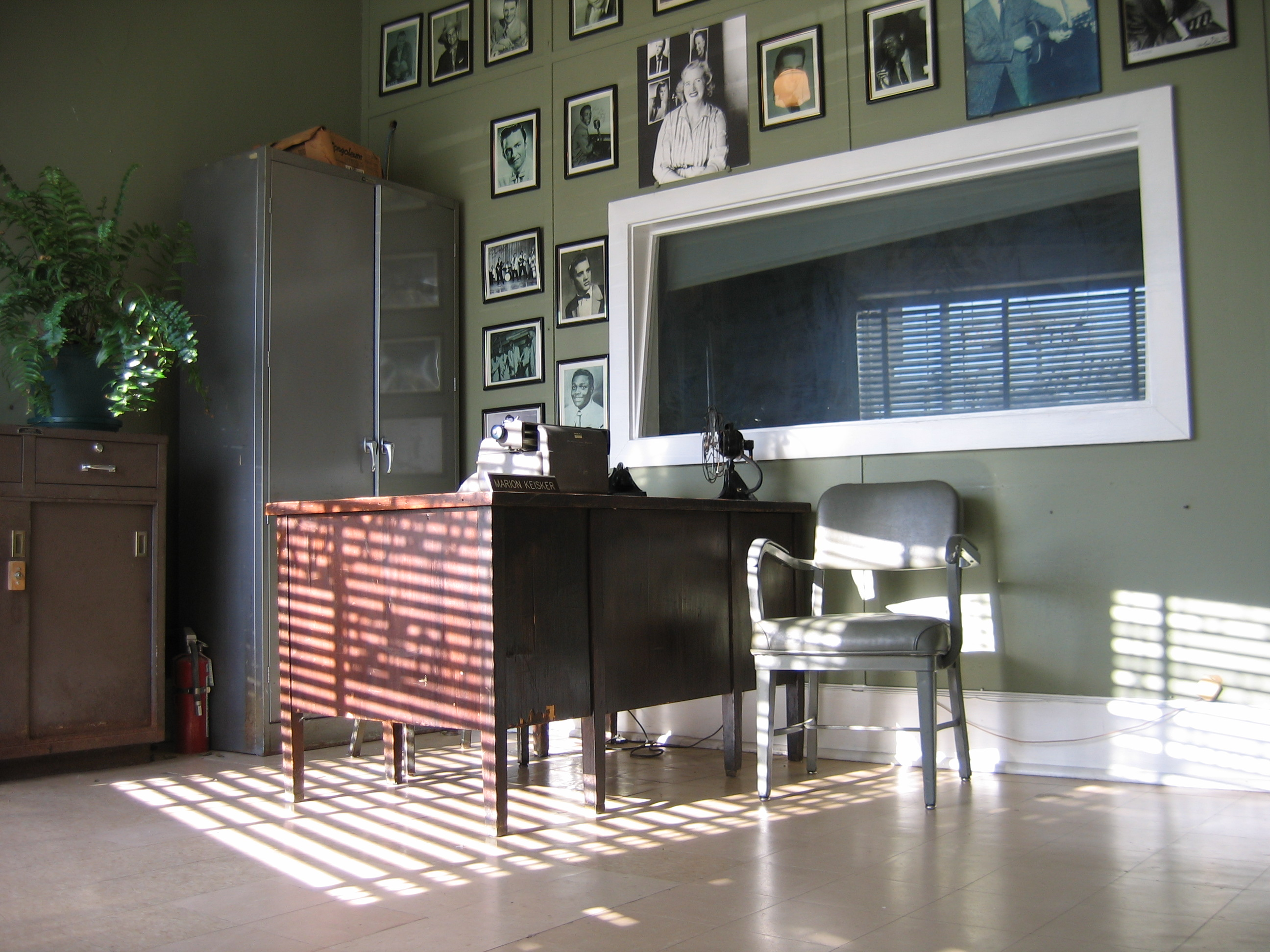
Oficina principal del Estudio Sun, donde Marion Keisker trabajó y recibió a muchos artistas en su primera visita al estudio, incluyendo a un joven Elvis Presley.

Artistas de rock and roll, country y rockabilly como Johnny Cash, Elvis Presley, Carl Perkins, Roy Orbison, Charlie Feathers, Ray Harris, Warren Smith o Jerry Lee Lewis firmaron con Sun Records y grabaron sus canciones en el estudio durante los primeros años 50 hasta que este se quedó pequeño. Entonces, en 1959, Sam Phillips abrió el Estudio de Grabación Sam C. Phillips (Sam C. Phillips Recording Studio) en 1959, que fue más conocido por Phillips Recording.
Desde 1969, año en que Sam Phillips vendió el sello a Shelby Singleton, estuvo en desuso como estudio, hasta que en septiembre de 1985 se iniciaron las sesiones de grabación de Class of '55, álbum de Carl Perkins, Roy Orbison, Jerry Lee Lewis y Johnny Cash, y que fue producido por Chips Moman.
En 1957 Bill Justis grabó «Raunchy», canción por la que se le concedería un Grammy honorífico y comenzó a trabajar como director musical en Sun Records.
En 1987 el edificio fue reabierto como «Estudio Sun», un negocio de grabación y, a la vez, atracción turística que ha atraído a notables artistas, como U2, quienes grabaron algunas canciones de su álbum Rattle and Hum.
El edificio fue designado como lugar de interés histórico de Estados Unidos el 31 de julio de 2003.